# Deutsches Hörgeräte Institut
Das Deutsche Hörgeräte Institut GmbH (DHI) ist eine Tochtergesellschaft einer Körperschaft des öffentlichen Rechts, deren einzige Gesellschafterin die Bundesinnung der Hörakustiker ist, welcher ca. 7400 Mitgliedsbetriebe angehören. Das DHI ist auf seinem Arbeitsfeld seit dem Jahr 2000 tätig.

## Arbeitsfelder
Das DHI befasst sich mit folgenden Arbeitsfeldern:
- Bauartprüfungen an Hörgeräten
- Gutachten über die Eigenschaften von Hörgeräten
- Erarbeitung von Prüfmethoden
- Auswertung und Veröffentlichung der Prüfungsergebnisse von Hörgeräten
- Wissenschaftliche, Lehr- und Forschungstätigkeiten zu Hörgeräten
- Erbringung von einschlägigen Dienstleistungen
- Beschaffung und Erstellung von Gutachten und Studien

Die vormals bis 1999 von der Physikalisch-Technischen Bundesanstalt nach dem Medizinproduktegesetz vorgenommenen Bauartprüfungen an Hörgeräten sind von dieser inzwischen dem DHI übertragen worden. Das DHI führt dazu auch eine Liste der Bauartprüfungen nach fortlaufender Nummer mit den Namen der  geprüften Hörgeräte.

## Standort
Das DHI befindet sich in Lübeck, Anschützstraße 1 direkt neben der Akademie für Hörakustik.